# گیلبرت بایها ندجما
گیلبرت بایها ندجما (انگلیسی: Gilbert Bayiha N'Djema؛ زادهٔ ۹ اوت ۱۹۷۹) بازیکن فوتبال اهل فرانسه است.
از باشگاه‌هایی که در آن بازی کرده‌است می‌توان به باشگاه فوتبال ستاره سرخ، باشگاه فوتبال آریس لیماسول، و باشگاه فوتبال سدان اشاره کرد.